# Sebastian Stan
Pour les articles homonymes, voir Stan.
Sebastian Stan est un acteur roumano-américain, né le 13 août 1982 à Constanța en Roumanie.
Il commence sa carrière à la télévision en jouant plusieurs petits rôles notamment dans la série Gossip Girl au début des années 2000 avant d'accéder à la célébrité avec son rôle de James « Bucky » Barnes dans la trilogie de Captain America et dans d'autres films de l'Univers cinématographique Marvel, rôle qu'il reprendra en 2021 dans la mini-série Falcon et le Soldat de l'hiver.
Entre 2015 et 2023, il apparaît dans plusieurs films remarqués, le drame de science-fiction Seul sur Mars de Ridley Scott, le film d'horreur Fresh de Mimi Cave, et le film biographique Moi, Tonya de Craig Gillespie. Cette même année, il obtient sa première nomination aux Goldens Globes pour son interprétation du chanteur Tommy Lee dans la mini-série Pam and Tommy aux côtés de l'actrice Lily James.
En 2024, il obtient des doubles nominations aux Goldens Globe pour son interprétation du président américain Donald Trump dans The Apprentice, et son rôle dans A Different Man. Il remporte finalement le prix du meilleur acteur dans un film musical ou une comédie pour le second après avoir gagné l'Ours d'argent du meilleur acteur à la Berlinade.

## Biographie

### Enfance et formation
Sebastian Stan naît en 1982 Constanța dans l'est de la Roumanie. Ses parents divorcent lorsqu’il a deux ans. À l'âge de huit ans, à cause de la révolution roumaine, Stan et sa mère, Georgeta Orlovschi, déménagent à Vienne en Autriche où elle est employée en tant que pianiste. Quatre ans plus tard, ils partent pour New York après que sa mère a épousé Anthony Fruhauf, le directeur de l'école privée Rockland Country Day School (en), où il a étudié. Sebastian Stan révèle bien plus tard qu'il n'a plus jamais eu de contact avec son père. 
Il surnomme son beau-père « Tony », qu'il remercie en janvier 2025 dans son discours pour le Golden Globe du meilleur acteur dans un drame ou une comédie musicale. 

### Carrière

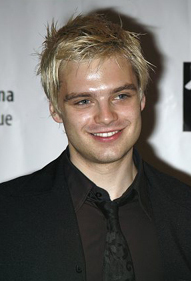
L'acteur en 2007.

Il commence sa carrière avec de petits rôles comme dans New York, police judiciaire ou dans le film Tony n' Tina's Wedding (en). Il obtient son premier rôle important en 2007 dans Gossip Girl, en tant que Carter Baizen. Rôle qu'il reprend d'ailleurs en 2009. Il fait une apparition dans Black Swan aux côtés de Natalie Portman et Mila Kunis en 2010.
En 2011, il est choisi pour incarner James « Bucky » Barnes, le meilleur ami de Steve Rogers (Chris Evans) dans Captain America: First Avenger, dans Captain America : Le Soldat de l'hiver, sorti en 2014, et dans Captain America: Civil War, en mai 2016.

En 2012, il obtient le rôle récurrent du Chapelier fou dans la série Once Upon a Time et celui de T. J. Hammond dans la mini-série Political Animals. Il joue également dans le film Disparue avec Amanda Seyfried.

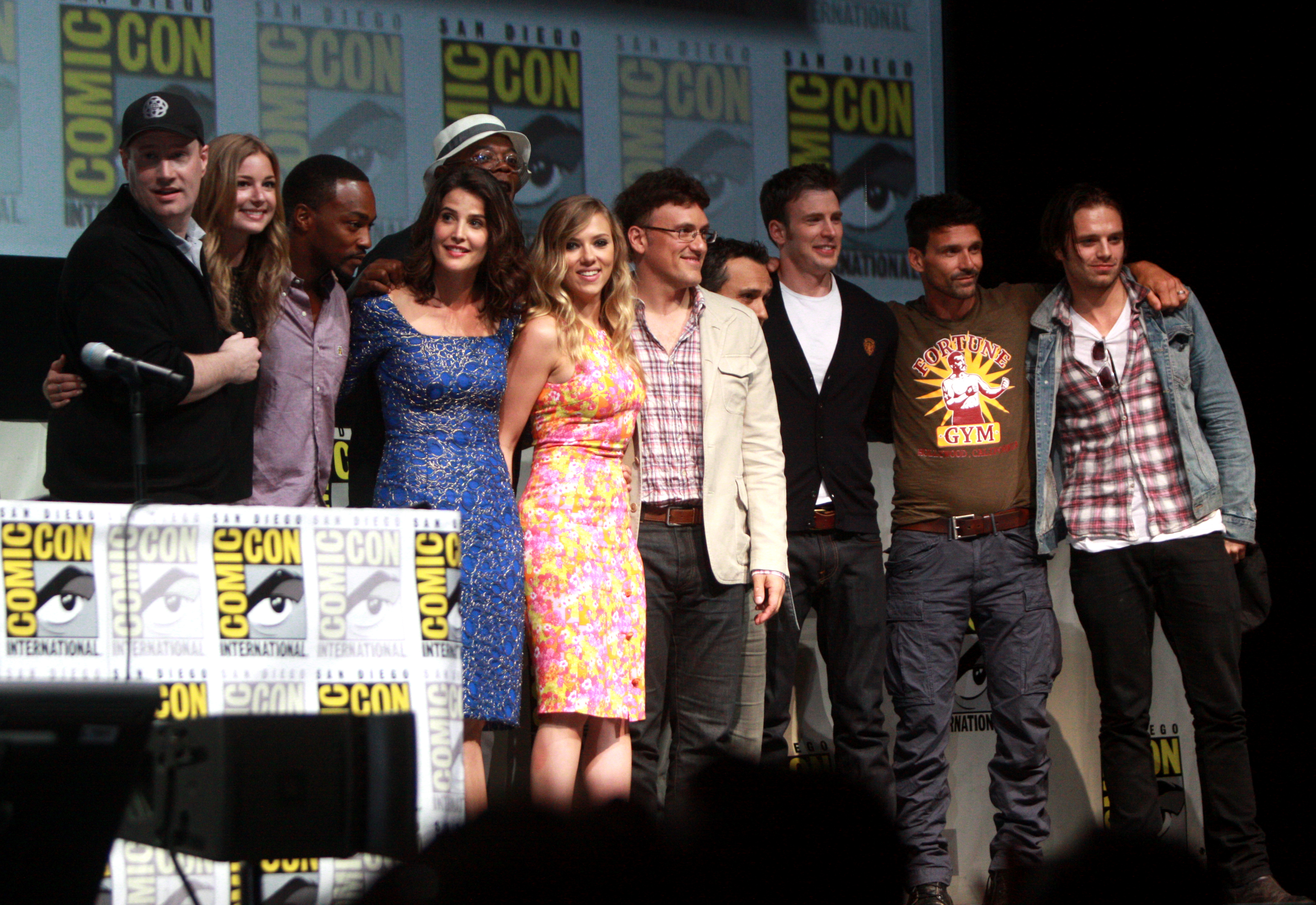
L'acteur avec l'équipe de Captain America : Le Soldat de l'hiver au Comic-Con de San Diego en 2013.

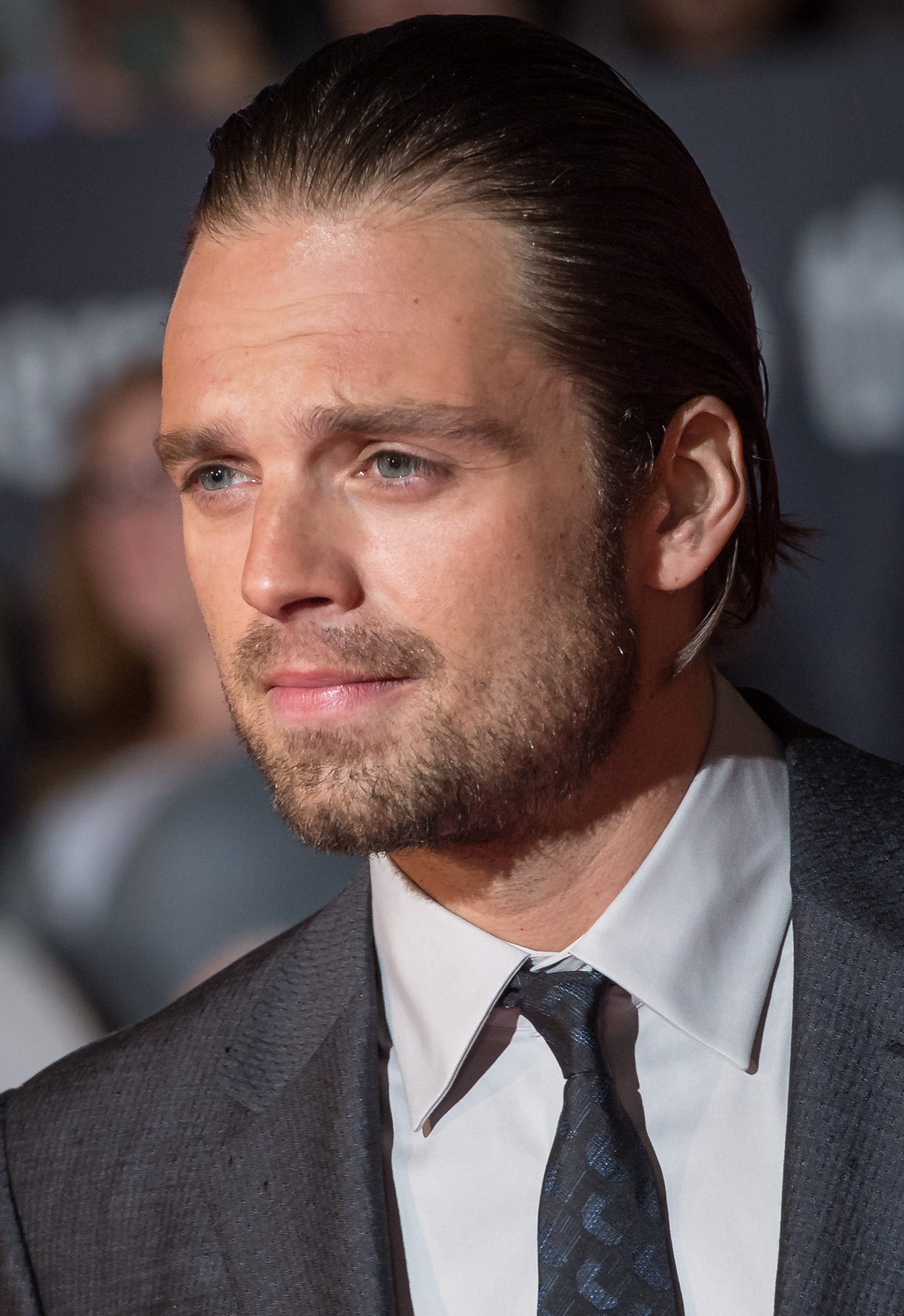
L'acteur au Festival international du film de Toronto 2015 pour la promotion de Seul sur Mars.

En 2017, il se fait remarquer au cinéma dans le rôle du mari de la patineuse américaine Tonya Harding incarné par Margot Robbie dans Moi, Tonya (I, Tonya) de Craig Gillespie. La même année, il obtient le rôle de Dayton White dans Logan Lucky de Steven Soderbergh aux côtés de Channing Tatum, Daniel Craig, Katie Holmes, Hilary Swank et Adam Driver.
En 2018, il est choisi pour jouer dans Destroyer de Karyn Kusama avec Nicole Kidman, Tatiana Maslany et Toby Kebbell. La même année, il obtient le rôle de Scott Huffman dans The Last Full Measure de Todd Robinson avec Christopher Plummer, William Hurt, Ed Harris et Samuel L. Jackson.
Il reprend le rôle de James « Bucky » Barnes dans Avengers: Infinity War, sorti en avril 2018 et dans Avengers: Endgame, sorti en avril 2019.
En 2020, il est choisi pour jouer dans Love Again (Endings, Beginnings) de Drake Doremus avec Shailene Woodley et Jamie Dornan. Il est ensuite choisi pour incarner Lee Bodecker dans Le Diable, tout le temps d'Antonio Campos aux côtés de Tom Holland, Mia Wasikowska, Robert Pattinson et Bill Skarsgård.
La même année, il reprend le rôle de James « Bucky » Barnes dans Falcon et le Soldat de l'hiver (The Falcon and the Winter Soldier) avec Anthony Mackie et Emily VanCamp, une mini-série télévisée de six épisodes produite par Marvel Studios diffusée sur Disney+ en 2021.
En 2024, il est à l'affiche de The Apprentice, biopic retraçant la carrière d'homme d'affaires de Donald Trump ; personnage que Sebastian Stan interprète. Il joue également le premier rôle dans A Different Man, interprétant un homme atteint de neurofibromatose. En janvier 2025, il remporte le Golden Globe du meilleur acteur dans un film musical ou une comédie pour ce rôle. Il est aussi nommé pour le Golden Globe du meilleur acteur dans un film dramatique pour le rôle de Donald Trump dans The Apprentice, mais il ne le remporte pas. Lors de son discours de remerciement, il prononce quelques mots en roumain.

### Vie privée
De août 2008 à avril 2010, il est en couple avec l'actrice américaine Leighton Meester, rencontrée dans la série télévisée Gossip Girl,. Il fréquente par la suite l'actrice Dianna Agron de juin 2011 à mars 2012,. De mai 2012 à juillet 2013, il sort avec l'actrice Jennifer Morrison, rencontrée dans la série télévisée Once Upon a Time,.
De juillet 2014 à 2016, il fréquente l'actrice américaine Margarita Levieva, sa partenaire du film Toy Boy.
De juillet 2020 à décembre 2021, il fréquente l'actrice espagnole Alejandra Onieva,.

## Filmographie

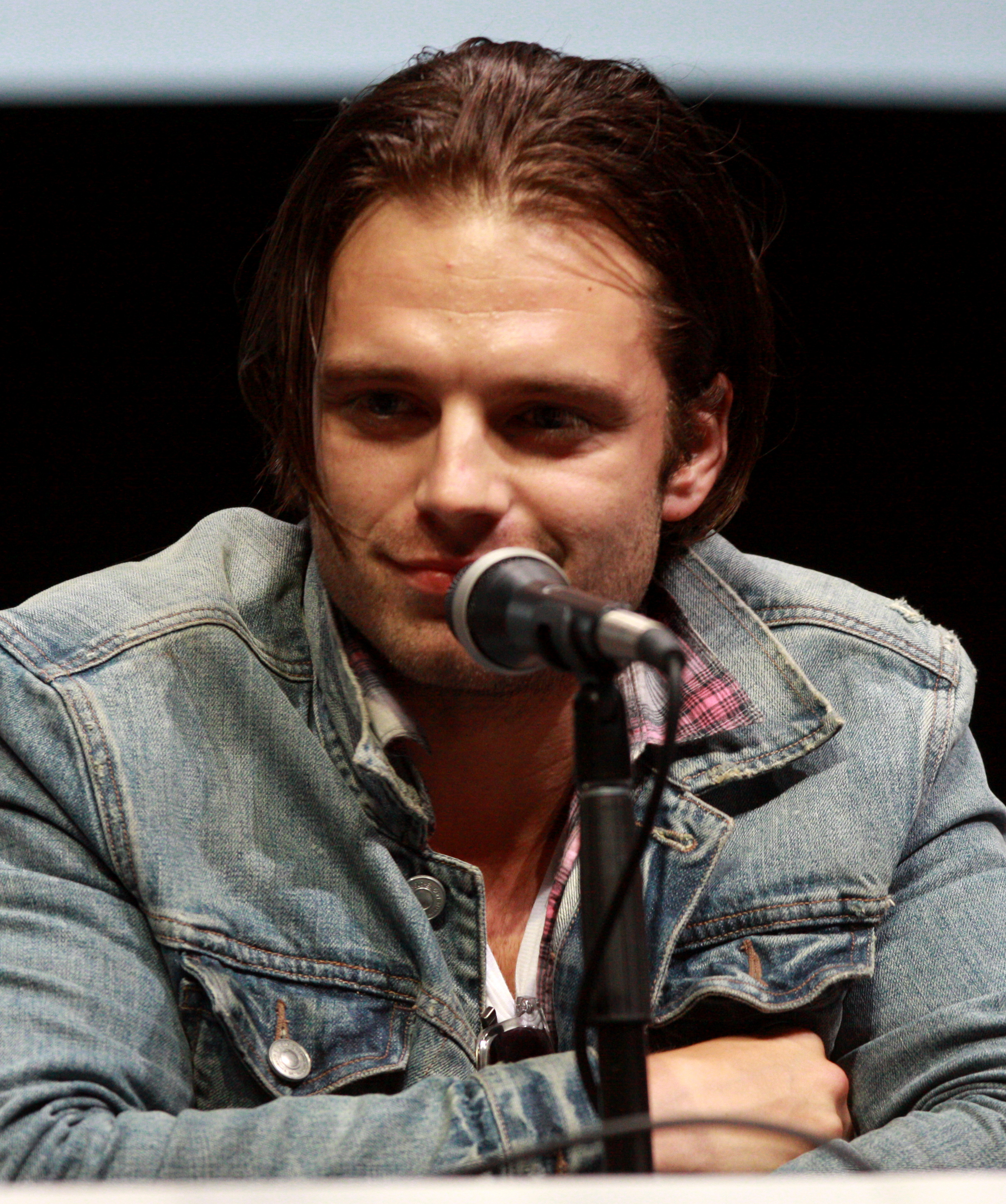
Sebastian Stan à la Comic-Con 2013 de San Diego.

### Cinéma
- 1995 : 71 Fragments d'une chronologie du hasard de Michael Haneke : un enfant dans le métro
- 2004 : Tony 'n' Tina's Wedding de Roger Paradiso : Johnny
- 2005 : Red Doors de Georgia Lee (en) : Simon
- 2006 : The Architect de Matt Tauber : Martin Waters
- 2006 : Le Pacte du sang (The Covenant) de Renny Harlin : Chase Collins
- 2007 : Charlie Banks (The Education of Charlie Banks) de Fred Durst : Leo
- 2008 : Rachel se marie (Rachel Getting Married) de Jonathan Demme : Walter
- 2009 : Toy Boy de David Mackenzie : Harry
- 2010 : La Machine à démonter le temps (Hot Tub Time Machine) de Steve Pink (en) : Blaine
- 2010 : Black Swan de Darren Aronofsky : Andrew
- 2011 : Captain America: First Avenger (Captain America: The First Avenger) : James « Bucky » Barnes
- 2012 : Disparue (Gone) de Heitor Dhalia : Billy
- 2012 : The Apparition de Todd Lincoln : Ben Curtis
- 2014 : Captain America : Le Soldat de l'hiver (Captain America: The Winter Soldier) : James « Bucky » Barnes / le Soldat de l'hiver
- 2015 : Cœur de bronze (The Bronze) de Bryan Buckley : Lance Tucker
- 2015 : Ant-Man de Peyton Reed : James « Bucky » Barnes / le Soldat de l'hiver (scène post-générique, non crédité)
- 2015 : Ricki and the Flash de Jonathan Demme : Joshua
- 2015 : Seul sur Mars (The Martian) de Ridley Scott : Chris Beck
- 2016 : Captain America: Civil War d'Anthony et Joe Russo : James « Bucky » Barnes / le Soldat de l'hiver
- 2017 : Logan Lucky de Steven Soderbergh : Dayton White
- 2017 : Moi, Tonya (I, Tonya) de Craig Gillespie : Jeff Gilooly
- 2017 : I'm Not Here (en) de Michelle Schumacher : Steve
- 2018 : Black Panther de Ryan Coogler : James « Bucky » Barnes / le Loup Blanc (scène post-générique, non crédité)
- 2018 : Avengers: Infinity War d'Anthony et Joe Russo : James « Bucky » Barnes
- 2018 : Destroyer de Karyn Kusama : Chris
- 2018 : The Last Full Measure de Todd Robinson : Scott Huffman
- 2019 : Avengers: Endgame d'Anthony et Joe Russo : James « Bucky » Barnes
- 2019 : Nous avons toujours vécu au château (We Have Always Lived in the Castle) de Stacie Passon : Charles Blackwood
- 2019 : Love Again (Endings, Beginnings) de Drake Doremus : Frank
- 2020 : Le Diable, tout le temps (The Devil All The Time) d'Antonio Campos : Lee Bodecker
- 2021 : Monday d'Argyris Papadimitropoulos : Mickey
- 2022 : 355 (The 355) de Simon Kinberg : Nick
- 2022 : Fresh de Mimi Cave : Steve
- 2023 : Sharper de Benjamin Caron : Max
- 2023 : Dumb Money de Craig Gillespie : Vlad Tenev
- 2023 : Ghosted de Dexter Fletcher : Dieu
- 2024 : A Different Man d'Aaron Schimberg : Edward
- 2024 : The Apprentice d'Ali Abbasi : Donald Trump
- 2024 : Captain America: Brave New World de Julius Onah : James « Bucky » Barnes (caméo non crédité)
- 2025 : Thunderbolts* de Jake Schreier : James « Bucky » Barnes

Prochainement
- 2026 : Avengers: Doomsday d'Anthony et Joe Russo : James « Bucky » Barnes
- Fjord de Cristian Mungiu

### Télévision

#### Séries télévisées
- 2003 : New York, police judiciaire, saison 13 épisode 22 de Dick Wolf : Justin Capshaw
- 2007-2009 : Gossip Girl : Carter Baizen (11 épisodes)
- 2009 : Kings : Prince Jack Benjamin (mini-série - 13 épisodes)
- 2012 : Labyrinthe : Will Franklin (mini-série - 2 épisodes)
- 2012 : Once Upon a Time : Chapelier fou / Jefferson (6 épisodes)
- 2012 : Political Animals : Thomas « T.J. » Hammond (6 épisodes)
- 2017 : I'm Dying Up Here : Clay Appuzzo (1 épisode)
- 2021 : Falcon et le Soldat de l'hiver (The Falcon and the Winter Soldier) : Bucky Barnes / Le Soldat de l'hiver (mini-série - 6 épisodes)
- 2021-2023 : What If...? : Bucky Barnes / Le Soldat de l'hiver (voix)
- 2022 : Pam and Tommy de Craig Gillespie : Tommy Lee (mini-série - 8 épisodes)

### Clip vidéo
- 2008 : Wake up call de Hayden Panettiere

## Voix francophones
En version française Sebastian Stan est principalement doublé par Axel Kiener depuis la série Gossip Girl. Il le retrouve notamment dans l'univers cinématographique Marvel, Disparue, Destroyer, Love Again, 355 ou encore Pam and Tommy.
Sebastian Stan est également doublé de manière sporadique par Sébastien Desjours dans Kings, Once Upon a Time et The Last Full Measure, ainsi que par Franck Lorrain dans Le Pacte du sang, Toy Boy et Seul sur Mars. Enfin, parmi ses voix notables, il est doublé à titre exceptionnel par Pablo Hertsens dans La Machine à démonter le temps, Boris Rehlinger dans Black Swan, Thomas Roditi dans Moi, Tonya ou encore par Stéphane Miquel dans Le Diable, tout le temps.
En version québécoise, Nicholas Savard L'Herbier le double dans l'univers cinématographique Marvel, Disparue, Seul sur Mars, Moi, Tonya et Destruction. Nicolas Charbonneaux-Collombet le double dans Le Spa à remonter dans le temps et Le Cygne noir.

## Distinctions

### Récompenses
- MTV Movie Award 2021 : La meilleure équipe à l'écran pour Falcon et le Soldat de l'hiver
- Berlinale 2024 : Ours d'argent de la meilleure performance pour A Different Man
- Golden Globes 2025 : Meilleur acteur dans un film musical ou une comédie pour A Different Man

### Nominations
- Golden Globes 2023 : Meilleur acteur dans une mini-série ou un téléfilm pour Pam and Tommy
- Golden Globes 2025 : Meilleur acteur dans un film dramatique pour The Apprentice
- Oscars 2025 : Meilleur acteur pour The Apprentice